# Бошняне
Бошняне (босн. Bošnjani / Бошњани, лат. Bosniensis), что означает боснийцы, — устаревший демоним, в Средние века употреблявшийся в качестве названия жителей Боснии. Использовался в боснийских письменных документах этого периода, хотя в те времена не относился к конкретному этносу. В самом широком смысле он обозначал и уроженцев Боснии, и любых лиц, живших на её территории.

## Возникновение термина
Наиболее ранние примеры демонима «бошняне» встречаются в средневековых государственных грамотах XII века иностранного или боснийского происхождения, написанных кириллицей, и обозначает представителей средневекового боснийского дворянства, в том числе и их подданных, свидетелей в спорах, при составлении завещаний и договоров, а также их родственников и членов их семей, и т. п. Добавлялся главным образом к дворянским титулам до окончания правления боснийского короля Степана Томашевича и османского завоевания Боснии и Герцеговины.
Демоним фигурирует в ряде документов того периода, в которых употребляется со словом «добрые» (босн. dobri / добри) — например, в латиноязычной грамоте Стерана Остои, датируемой 1417 годом, упоминаются i nostri boni Bosnensi (босн. naši dobri Bošnjani, рус. наши добрые бошняне). Такое же выражение присутствует и в документе Степана Остоича, датируемом 1419 годом. Боснийский историк Пейо Чошкович предполагает, что термин восходит к периоду правления Степана Котроманича (1322—53). Выражение «добрые бошняне», употреблявшееся в исторических грамотах в качестве социально-этнической категории, историк Сречко Джая соотносит с похожим словосочетанием Boni Homines.

## Определение
Боснийский историк Пейо Чошкович, цитируя Фердо Шишича и Доминика Мандича, считает, что в королевских документах термин применяется для обозначения боснийских дворян без указания на их религиозную принадлежность, а в политическом смысле используется для того, чтобы отличать жителей самой Боснии от населения других земель, захваченных во времена расцвета Боснийского королевства и попавших под его владычество.

## Новейшее время
Во времена владычества Австро-Венгрии над Боснией и до начала XX века также чаще использовалось слово Bošnjak (рус. босняк), которое встречается, в частности, в текстах боснийских францисканских монахов, среди которых такие видные члены ордена, как историки и писатели Иван Франьо Юкич и Антун Кнежевич. Именно им приписывается употребление демонима «бошняне» для обозначения конкретной национальной группы, этноса. В XX веке слову «босняк» пришло на смену Bosanac (рус. босниец). После обретения независимости Боснией и Герцеговиной в начале 1990-х гг. боснийцы решили вновь использовать в качестве самоназвания устаревшее «босняк», со всеми связанными с ним историческими и этно-географическими коннотациями.